# Rieden, Amberg-Sulzbach
Rieden är en köping (Markt) i Landkreis Amberg-Sulzbach i Regierungsbezirk Oberpfalz i förbundslandet Bayern i Tyskland.